# Mombo
Ne doit pas être confondu avec Mombo (Bangem).
Mombo est une commune du Cameroun située dans le département de Moungo et la région du Littoral.

## Géographie
La localité est située à l'ouest de la route nationale 5 (axe Douala - Bafoussam) à 70 km au sud-ouest du chef-lieu départemental Nkongsamba. La commune couvre une superficie de 250 km2 soit 6,7 % du département du Moungo.
|           | Tombel |        |
| Kumba III | Mombo  | Penja  |
|           | Mbanga | Mbanga |

## Population
Lors du recensement de 2005, la commune comptait 5 530 habitants, dont 4 605 pour Mombo Ville.

## Structure administrative de la commune
Outre la ville de Mombo, la commune comprend les villages suivants  :
- Boubou
- Djoungo Rails
- Djoungo Route

## Chefferies traditionnelles
L'arrondissement compte 12 chefferies traditionnelles de 3e degré.
- Quartier C1
- Quartier C2
- Quartier C3
- Quartier C4
- Boubou
- Djoungo Rails
- Djoungo Route
- Mombo
- Mombo Bonne Carrière
- Moundeck
- Nkwangsi
- Tangui

## Cultes
La paroisse catholique de Saint Joseph de Mombo relève de la zone pastorale de Mbanga du Diocèse de Nkongsamba.

## Économie
La source Tangui de la  Société des eaux minérales du Cameroun SEMC est exploitée depuis 1983 sur le site Djoungo sur la route nationale 5 (axe Douala-Bafoussam).